# دیوید کورنر

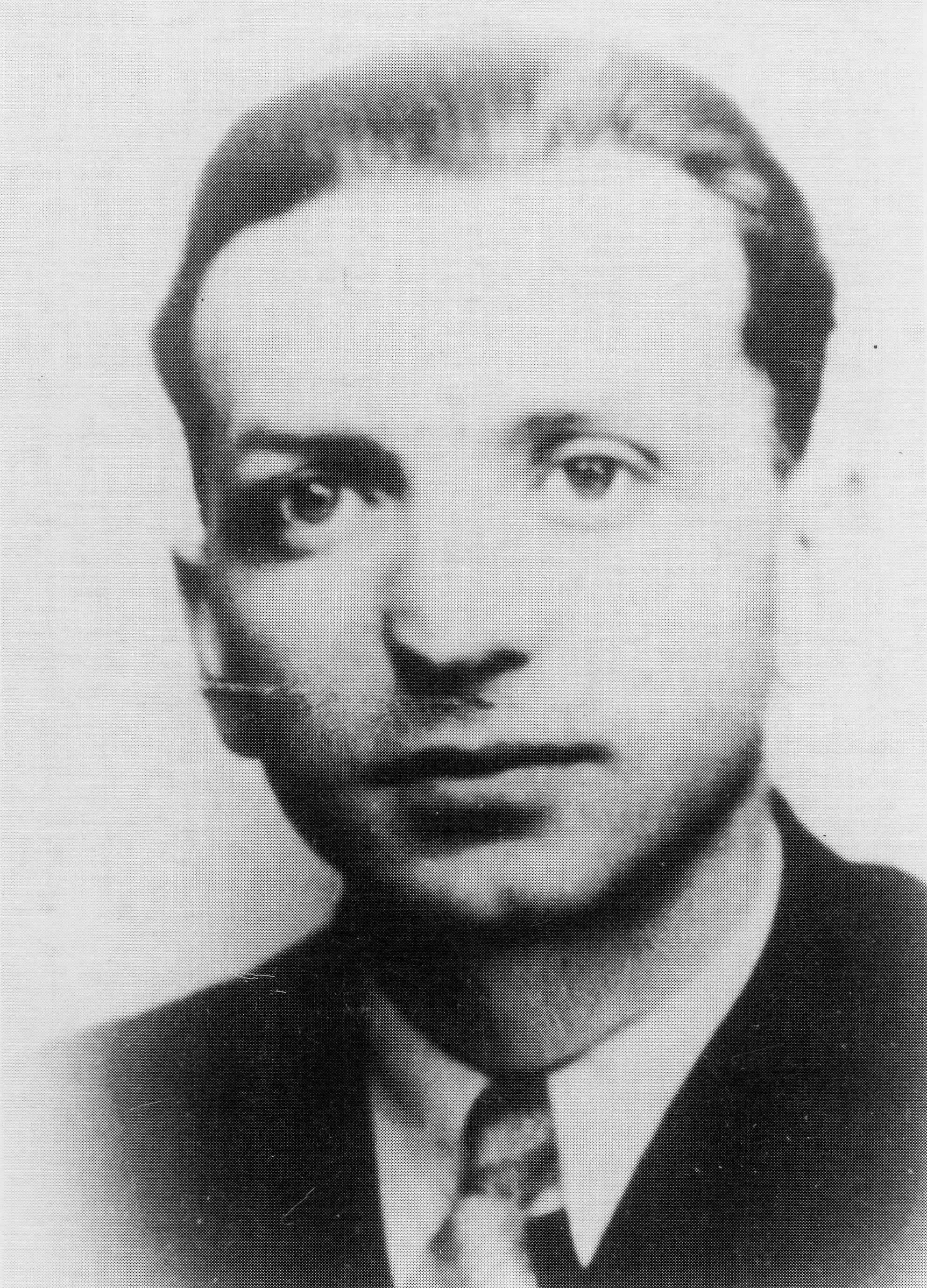
نگارهٔ دیوید کورنر، مبارز تروتسکیست - دههٔ ۱۹۴۰

دیوید کورنر (به انگلیسی: David Korner)، معروف به بارتا (زادهٔ ۹ اکتبر ۱۹۱۴ - درگذشتهٔ ۶ سپتامبر ۱۹۷۶) مبارز کمونیست رومانیایی بود که گرایش‌های تروتسکیستی داشت و از ۱۹۳۶ در فرانسه فعالیت می‌کرد.
در ۱۹۳۹، او از گروه‌های بین‌الملل چهارم در فرانسه جدا شد و «گروه کمونیست» را تشکیل داد. این تشکل بعدها به «اتحاد کمونیست(تروتسکیست)» تغییر نام داد.
امروز تشکل «مبارزهٔ کارگران» خود را ادامه‌دهندهٔ راه بارتا و «اتحاد کمونیست(تروتسکیست)» می‌داند.